# Барехок
Барехок (фр. Baréhock) — деревня в Камеруне. Входит в состав коммуны Баре департамента Мунго Прибрежного региона.

## География
Деревня стоит на дороге, соединяющей города Нконгсамба и Мелонг.

## Население
В 1967 году население Барехока составляло 1816 жителей, в основном народ Бареко. По данным переписи 2005 года, население деревни составляло 1573 человека, в том числе 717 мужчин и 856 женщин.